# Predmestje (roman)
Predmestje (COBISS) je roman Vinka Möderndorferja; izšel je leta 2002 pri Cankarjevi založbi. Pri isti založbi je leta 2004 izšla 2. izdaja (COBISS). 

## Vsebina
Predmestje se začne s sedmino Marjanove pokojne žene Eme, ki je naredila samomor. V prvem delu romana spoznamo tudi Marjanova nova soseda, mlad par druge nacionalnosti, Nebojšo in Jasmino. 
V nadaljevanju spremljamo Marjana in njegove tri prijatelje, Lojza, Slavka in Fredija. Četverica preživlja večere na predmestnem kegljišču, ob nedeljah pa hodijo na t. i. »nedeljske« izlete, kjer mučijo potepuške pse: nedolžno žival obstreljujejo, dokler ne pogine. 
Ker četverica ne prenese mladega para (predvsem zato, ker je Nebojša tujec), se nekega večera domislijo, da bi skrivaj posneli dogajanje v njuni spalnici. »Nikakor ne morejo oprostiti, da imata drug drugega, bližino, intimo, obsedata jih s početjem, o katerem si sami niti sanjariti ne upajo več.« (Matej Bogataj v spremni besedi na ovitku.)
Ko Nebojša razkrinka četverico oz. njihovo početje, nasilneži brez pomisleka z njim opravijo fizično. Konec romana ni čisto jasen - ne vemo, ali so Nebojšo ustrelili  ali ne.